# Hily
Hily ist eine Online-Dating-App, die maschinelles Lernen und künstliche Intelligenz verwendet, um prospektive Partner zu finden. Nach einem Akronym für „Hey, I Like You“ (Deutsch: „Hey, ich mag dich“) benannt, ist die App entworfen, um potentielle Treffer auf Grund der Analyse von Nutzerhintergründen, Interessen und Appaktivität vorzuschlagen. Die Registrierungsmöglichkeiten der App umfassen männlich, weiblich und non-binär.
Hily wurde im August 2017 herausgegeben. Laut TechCrunch hatte die App 35.000 Nutzer während ihrer nichtöffentlichen Beta-Phase im Oktober 2017. Hily erlangte später zusätzliche Nutzer durch eine Partnerschaft mit Snapchat. Im August 2019 hatte die App nachweislich 5 Millionen Nutzer.

## Geschichte
Hily wurde von Yan Pronin und Alex Pasykov mitgegründet. Das Konzept der App stammt aus Pronins Vergangenheit in den Bereichen Analytische Informationssysteme und Statistische Modelle. Die Applikation wurde entwickelt, um prospektive Partner zu verbinden, basierend auf ähnliche Interessen, an Stelle von geografischen Standort und körperlichen Anziehung. Am 14. August 2017 wurde die App in den Vereinigten Staaten veröffentlicht. Im März 2019 wurde sie auch im Vereinigten Königreich, Irland und Frankreich herausgebracht.
Berichten zufolge hatte die App im August 2019 5 Millionen Nutzer und befand sich unter den Top-3-Dating-Apps der US-Konsumentenausgaben des zweiten Viertels von 2019.

## Funktion
Hily macht Gebrauch von maschinellem Lernen und statistischen Algorithmen und analysiert Daten wie zum Beispiel Tiefe des Dialogs, Wortwahl und gemeinsame Likes, um Profile mit einer hohen Probabilität für ein Match zu finden. Im August 2018 kommentierte Aime Williams vom FT Magazine, dass Hily mit der Beobachtung des verbalen Austausches seiner Nutzer „einen Schritt weiter“ gehe, als konkurrierende geosoziale Netzwerk-Apps.
Die Nutzerplattform verlangt Account-Verifikation durch die Live-Aufnahme eines Fotos, das Hochladen eines Fotos von einem offiziellen Ausweis, oder das Integrieren sozialer Medien. Im September 2017 verwies Josiah Motley, der Senior-Redakteur für KnowTechie, auf Hilys Verifikationsvorgang durch das Statement: „Obwohl kein System perfekt ist, ist es ein vielversprechender Schritt in die richtige Richtung.“

## Geschäftsmodell
Hily verwendet ein Freemium-Geschäftsmodel. Man kann die App gratis herunterladen und verwenden, während zusätzliche Funktionen mit einem kostenpflichtigen Abonnement verfügbar sind.